# Earias richinii
Earias richinii är en fjärilsart som beskrevs av Emilio Berio 1940. Earias richinii ingår i släktet Earias och familjen trågspinnare. Inga underarter finns listade i Catalogue of Life.